# Депп, Лили-Роуз
Ли́ли-Ро́уз Ме́лоди Депп (англ. Lily-Rose Melody Depp; род. 27 мая 1999, Нёйи-сюр-Сен, Иль-де-Франс, Франция) — франко-американская актриса и модель, дочь американского актёра Джонни Деппа и французской певицы и актрисы Ванессы Паради.

## Биография
Лили-Роуз Депп родилась 27 мая 1999 года в Американском госпитале Парижа (Нёйи-сюр-Сен). Она старший ребёнок в семье, у неё есть младший брат Джон (Джек) Кристофер Депп III (род. 9 апреля 2002). Также она приходится племянницей французской актрисе Элиссон Паради. Первые годы своей жизни провела во французском поместье План-де-ля-Тур, неподалёку от Сен-Тропе. Школьные годы провела в Лос-Анджелесе. После развода родителей в 2012 году призналась, что отныне живёт между Лос-Анджелесом и Парижем. Депп свободно владеет двумя языками — английским и французским.
С детства Лили-Роуз Депп принимала участие в театральных школьных постановках, которые посещали её родители. Первым профессиональным актёрским шагом в её карьере стал фильм «Бивень» (2014) Кевина Смита, в котором Депп сыграла небольшую роль продавщицы в супермаркете. Компанию по съёмочной площадке ей составила дочь Кевина Смита — Харли Квинн Смит. В интервью журналу «Love» (2015) Депп заявила, что именно после этого фильма захотела стать актрисой. В спин-оффе «Бивня» «Йоганутые» (2016) дочери Деппа и Смита сыграли одни из главных ролей. Также к «Йоганутым» Депп и Смит записали совместно саундтрек (песни «I’m the Man», «Babe», «O Canada»).
В 2015 году Депп подписала контракт на съёмки фильма «Планетариум» (2016) (реж. Ребекка Злотовски) с Натали Портман в главной роли. В том же году стало известно о другом проекте в карьере Депп — фильме «Танцовщица», где актриса должна была исполнить роль юной танцовщицы Айседоры Дункан. Депп приняла участие в съёмках клипа «All Around the World» ирландского рэпера Реджи Сноу, который набрал к концу 2015 более 660 000 просмотров.
В апреле 2015 дебютная фотосессия Депп появилась в австралийском журнале Oyster. В июле 2015 стало известно, что Лили-Роуз Депп стала музой Карла Лагерфельда, а также официальным послом модного дома Chanel, представляя рекламную кампанию очков Pearl (коллекция осень-зима 15/16). На этом сотрудничество с модным домом не закончилось. В мае 2016 Депп стала лицом аромата Chanel No. 5 L’Eau. Она также участвовала в кампаниях Chanel Rouge Coco Gloss, Chanel Numéros Rouges Holiday 2017, Rouge Coco Lip Blush, Collection Libre Maximalisme. Депп снялась в нескольких сериях веб-сериала «CHANEL Beauty Talks». Актриса дважды приняла участие в качестве модели на показах модного дома Chanel. В модельной карьере Депп значатся фотосессии для таких печатных изданий, как Gala, Grazia, Vogue, V magazine, Vanity Fair.

## Личная жизнь
Депп скрывает свою личную жизнь от публики. В апреле 2018 она рассталась с манекенщиком Эшем Стайместом, отношения с которым продлились больше двух лет. Ей приписывали романы с моделью Стеллой Максвелл. И актёром Тимоти Шаламе. С января 2023 года она встречается с певицей, диджеем, рэпером 070 Shake (Даниэль) Бальбуэна. В августе 2016 Депп приняла участие в проекте Self Evident Truths, цель которого — легализация однополых браков, борьба с гомофобией и безопасность сексуальных меньшинств. Также её имя попало в список молодых знаменитостей, которые не боятся открыто говорить о проблемах общества, составленный журналом «Movie Pilot», наряду с такими представителями шоу бизнеса как Джейден Смит, Зендея, Амандла Стенберг, Джон Бойега, Трой Сиван и Роуэн Бланчард.

## Фильмография
| Год  |   | Русское название  | Оригинальное название | Роль            |
| ---- | - | ----------------- | --------------------- | --------------- |
| 2014 | ф | Бивень            | Tusk                  | Коллин Коллетт  |
| 2016 | ф | Планетариум       | Planetarium           | Кейт Бэрлоу     |
| 2016 | ф | Йоганутые         | Yoga Hosers           | Коллин Коллетт  |
| 2016 | ф | Танцовщица        | The Dancer            | Айседора Дункан |
| 2019 | ф | Звери             | Les Fauves            | Лора            |
| 2019 | ф | Честный человек   | A Faithful Man        | Ева             |
| 2019 | ф | Король Англии     | The King              | Екатерина       |
| 2021 | ф | Тихая ночь        | Silent Night          | Софи            |
| 2021 | ф | Трафик            | Crisis                | Эмми Келли      |
| 2021 | ф | Волк              | Wolf                  | Вилдкэт         |
| 2021 | ф | Поколение Вояджер | Voyagers              | Села            |
| 2023 | с | Кумир             | The Idol              | Джоселин        |
| 2024 | ф | Носферату         | Nosferatu             | Элен Хуттер     |
| 2025 | ф | Гувернантки       | The governesses       | ТВА             |
|      | ф | Банда Альфа       | Alpha Gang            |                 |

## Награды и номинации
| Год  | Награда             | Категория                    | Работа          | Результат |
| ---- | ------------------- | ---------------------------- | --------------- | --------- |
| 2017 | Сезар               | Самая многообещающая актриса | Танцовщица      | Номинация |
| 2017 | Люмьер              | Лучшая начинающая актриса    | Танцовщица      | Номинация |
| 2019 | Сезар               | Самая многообещающая актриса | Честный человек | Номинация |
| 2019 | Премия Роми Шнайдер | Самая многообещающая актриса | н/д             | Номинация |